# Roland Hemmo

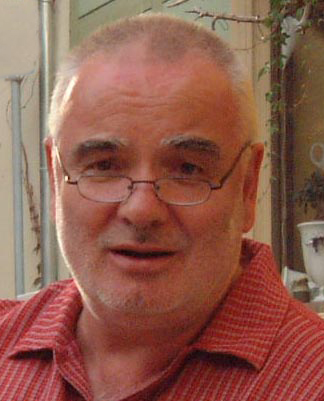
Roland Hemmo (2005)

Roland Hemmo (* 25. Februar 1946 in Weißwasser/Oberlausitz) ist ein deutscher Hörspielsprecher, Synchronsprecher und Schauspieler. Er ist unter anderem die Standardstimme von Brendan Gleeson und Colm Meaney.

## Leben
Nach seinem Abitur studierte Hemmo Schauspiel an der Hochschule für Schauspielkunst „Ernst Busch“ Berlin. Als Bühnendarsteller wirkte er danach in etwa 1500 Aufführungen mit, darunter an Spielorten wie dem Theater der Bergarbeiter Senftenberg, dem Landestheater Halle, dem Theater im Palast Berlin, dem Deutschen Theater Berlin, der Staatsoper Berlin. Auf der Leinwand sah man ihn 2001 in dem Film Heidi M. Zudem wurde Hemmo gelegentlich für verschiedene Fernsehproduktionen verpflichtet.
Roland Hemmo war bereits in der DDR als Synchronsprecher aktiv und zählt aus heutiger Sicht mit inzwischen über 2050 Sprechrollen zu den bekanntesten und insgesamt meisteingesetzten Synchronsprechern. Seine Tätigkeit als Synchronsprecher begann im Jahr 1978 im DEFA-Synchronstudio in Leipzig mit der polnisch-sowjetischen Produktion Geschichten vom Piloten Pirx nach Stanislaw Lem.
Im Jahr 2006 gehörte Hemmo zu den Mitbegründern des Interessenverbandes Synchronschauspieler (IVS). Der IVS wurde als Reaktion auf die sozialversicherungsrechtlich schwierige Situation der Synchronschauspieler gegründet. Von 2006 bis 2012 war er Beiratsvertreter für die Gruppe der Wortinterpreten in der Gesellschaft zur Verwertung von Leistungsschutzrechten (GVL). Er klagte 2014 mit Erfolg auf die Namensnennung von Synchronschauspielern.
Außerdem war Hemmo regelmäßig als Hörspielsprecher tätig. Von 1978 bis 2016 war er an 333 Hörspielen beteiligt, darunter in 135 Folgen der Serie Waldstraße Nummer 7.
Hemmo lebt in Berlin.

## Trivia
Im Animationsfilm Findet Dorie synchronisierte Hemmo die Krake Hank. Obwohl sie viel Leinwandzeit miteinander haben, traf Hemmo seine Kollegin Anke Engelke (Synchronstimme von Dorie) erst auf der Deutschlandpremiere des Films. Beide hatten ihren Sprechpart allein im Synchronstudio aufgenommen.

## Filmografie
- 1969: Unbekannte Bürger
- 1977: Scherz, Satire, Ironie und tiefere Bedeutung (Theateraufzeichnung)
- 1978: Geschichten aus dem Wiener Wald (Theateraufzeichnung)
- 1982: Das Fahrrad
- 1984: Auf dem Sprung
- 1985: Das Doppelleben des Monsieur Tourillon
- 1985: Die dritte Frau (TV-Zweiteiler)
- 1985: Polizeiruf 110: Verlockung (TV-Reihe)
- 1987: Der Staatsanwalt hat das Wort: Für Elise (TV-Reihe)
- 1987: Claire Berolina
- 1988: Die Entfernung zwischen dir und mir und ihr
- 1989: Der Staatsanwalt hat das Wort: Blaue Taube soll fliegen (TV-Reihe)
- 1991: Der Staatsanwalt hat das Wort: Bis zum bitteren Ende (TV-Reihe)
- 1993: Die Gespenster von Flatterfels (Fernsehserie, 7 Folgen)
- 2001: Heidi M.
- 2007: Albert – Mein unsichtbarer Freund
- 2007: Der Kriminalist (Fernsehserie, 1 Folge)

## Synchronisation (Auswahl)
Brendan Gleeson
- 2003: Wild About Harry – Ein Koch spielt verrückt als Harry McKee
- 2004: Troja als Menelaos
- 2005: Königreich der Himmel als Renaud de Châtillon
- 2005: Harry Potter und der Feuerkelch als Prof. Alastor „Mad-Eye“ Moody
- 2007: Harry Potter und der Orden des Phönix als Alastor „Mad-Eye“ Moody
- 2008: Brügge sehen… und sterben? als Ken
- 2009: Kopfgeld – Perrier’s Bounty als Darren Perrier
- 2010: Harry Potter und die Heiligtümer des Todes – Teil 1 als Alastor „Mad-Eye“ Moody
- 2011: The Guard – Ein Ire sieht schwarz als Sergeant Gerry Boyle
- 2012: The Tiger’s Tail als Liam O’Leary / Das Double
- 2014: Am Sonntag bist du tot als Pater James Lavelle
- 2022: State of the Union (Fernsehserie) als Scott
- 2023: The Banshees of Inisherin als Colm Doherty

Colm Meaney
- 1993–1999: Star Trek: Deep Space Nine (Fernsehserie) als Miles O’Brien
- 1996: Fisch & Chips als Larry
- 1999: Kampf der Kobolde – Die Legende einer verbotenen Liebe als Seamus Muldoon
- 2003: Intermission – Chaos in Dublin als Jerry Lynch
- 2004: Layer Cake als Gene
- 2008: Zone of Separation – Das Kriegsgebiet (Miniserie) als George Titac
- 2009: Das große Rennen – Ein abgefahrenes Abenteuer als Frank Kensay
- 2010: Parked – Gestrandet als Fred Daly
- 2011: 3 und raus! als Tommy Cassidy

David Ogden Stiers
- 1997: Die Schöne und das Biest – Weihnachtszauber als Von Unruh
- 1998: Belles zauberhafte Welt als Von Unruh
- 2002: Lilo & Stitch als Dr. Jamba Jookiba
- 2003: Stitch & Co. – Der Film als Dr. Jamba Jookiba
- 2003–2005: Lilo & Stitch (Fernsehserie) als Dr. Jamba Jookiba
- 2005: Lilo & Stitch 2 – Stitch völlig abgedreht als Dr. Jamba Jookiba
- 2006: Leroy & Stitch als Dr. Jamba Jookiba

John Ingle
- 1994: In einem Land vor unserer Zeit II – Das Abenteuer im Großen Tal als Erzähler
- 1995: In einem Land vor unserer Zeit III – Die Zeit der großen Gabe als Erzähler
- 1997: In einem Land vor unserer Zeit V – Die geheimnisvolle Insel als Erzähler
- 2001: In einem Land vor unserer Zeit VIII – Der erste Schnee als Erzähler
- 2002: In einem Land vor unserer Zeit IX – Die Reise zum großen Wasser als Erzähler
- 2006: In einem Land vor unserer Zeit XII – Die große Flugschau als Erzähler

Stellan Skarsgård
- 2005: Beowulf & Grendel als Hrothgar
- 2006: Pirates of the Caribbean – Fluch der Karibik 2 als „Stiefelriemen“ Bill Turner
- 2007: Pirates of the Caribbean – Am Ende der Welt als „Stiefelriemen“ Bill Turner
- 2007: WΔZ – Welche Qualen erträgst du? als Eddie Argo
- 2014: Hectors Reise oder die Suche nach dem Glück als Edward

Joji Yanami
- 1987: Dragon Ball – Das Schloss der Dämonen als Erzähler
- 1989: Dragon Ball Z – Die Todeszone des Garlic Jr. als Erzähler
- 1992: Dragon Ball Z – Coolers Rückkehr als Erzähler
- 1997: Dragon Ball GT – The Movie: Son-Goku Jr. als Erzähler

Pete Postlethwaite
- 1997: Vergessene Welt: Jurassic Park als Roland Tembo
- 1999: Alice im Wunderland als Zimmermann
- 2006: Das Omen als Pater Brennan
- 2010: Inception als Maurice Fischer

Brian Cox
- 2004: Die Bourne Verschwörung als Ward Abbott
- 2005: Match Point als Alec Hewett
- 2011: Coriolanus als Menenius
- 2013: Der Fluch des Edgar Hoover als J. Edgar Hoover

Ray Winstone
- 2006: Departed – Unter Feinden als Mr French
- 2008: Indiana Jones und das Königreich des Kristallschädels als George „Mac“ McHale
- 2009: 44 Inch Chest – Mehr Platz braucht Rache nicht als Colin Diamond
- 2010: Henry VIII als Henry VIII

Judd Hirsch
- 1980–1983: Taxi (Fernsehserie) als Alex Rieger
- 2005–2010: Numbers – Die Logik des Verbrechens (Fernsehserie) als Alan Eppes
- 2015: Forever (Fernsehserie) als Abe

Bruce McGill
- 1994: Timecop als Commander Eugene Matuzak
- 2014: Ride Along als Lt. Brooks
- 2016: Ride Along: Next Level Miami als Lt. Brooks

Sven Wollter
- 2000: Das grobmaschige Netz als Van Veeteren
- 2006: Moreno und das Schweigen als Van Veeteren
- 2006: Van Veeterens schwerster Fall als Van Veeteren

James Gandolfini
- 2001: Die letzte Festung als Col. Winter
- 2004: Wie überleben wir Weihnachten? als Tom Valco
- 2012: Romance & Cigarettes als Nick Murder

Elliott Gould
- 2002: Ocean’s Eleven als Reuben Tishkoff
- 2004: Ocean’s 12 als Reuben Tishkoff
- 2007: Ocean’s 13 als Reuben Tishkoff

Alfred Molina
- 2003: Luther als Johann Tetzel
- 2004: Spider-Man 2 als Dr. Otto Octavius / Dr. Octopus
- 2021: Spider-Man: No Way Home als Dr. Otto Octavius / Dr. Octopus

Jim Broadbent
- 2010: Another Year als Tom
- 2013: Le Weekend als Nick Burrows
- 2018: Black 47 als Lord Kilmichael

Daniel von Bargen
- 1993: Miami Affairs als Albert Magliocco
- 1995: Lord of Illusions als Nix

Ian McNeice
- 1995: Der Engländer, der auf einen Hügel stieg und von einem Berg herunterkam als George Garrad
- 1997: Mein Liebling, der Tyrann als Ira Grushinsky

Kenneth Welsh
- 1997: Es lebt! als Coach Marlowe
- 1999: Vendetta als Bürgermeister Joe Shakspeare

Bill Smitrovich
- 1997–1998: Millennium – Fürchte deinen Nächsten wie Dich selbst (Fernsehserie) als Lt. Bob Fletcher
- 2015: Heavens Fall als George Chamlee

Richard Jenkins
- 1999: Mod Squad – Cops auf Zeit – als Det. Bob Mothershed
- 2008: Stiefbrüder als Dr. Robert Doback

Robert Pugh
- 2001: Hand in Hand mit dem Tod als Hank Thomas
- 2002: Grabgeflüster – Liebe versetzt Särge als Hugh Rhys–Jones

Bernard Giraudeau
- 2003: Die kleine Lili als Brice
- 2005: Chok Dee – Kämpfe um deinen Traum als Jean

Cedric the Entertainer
- 2005: The Honeymooners als Ralph Kramden
- 2005, 2008, 2012: Madagascar-Filmreihe als Maurice

James Pickens junior
- seit 2005 Grey’s Anatomy (Fernsehserie) als Dr. Richard Webber
- seit 2021: Seattle Firefighters – Die jungen Helden (Station 19, Fernsehserie) als Dr. Richard Webber

### Filme
- 1993: Mike Starr in Bodyguard als Tony Scipelli
- 1996: Jonathan Banks in Invasion aus dem All als Joseph Shay
- 1996: Kulbhushan Kharbanda in Fire – Wenn Liebe Feuer fängt als Ashok
- 1997: Paul Sorvino in American Perfect als Sheriff Frank Noonan
- 1997: Clarence Williams III in Ein toller Käfer kehrt zurück als Chuck
- 1997: Graham Greene in Wounded als Nick Rollins
- 1997: Claes Malmberg in Kalle Blomquist: Sein neuester Fall als Björk
- 1998: Sven-Ole Thorsen in Kick Fire – Ohne jede Vorwarnung als Boris
- 1998: Morten Grunwald in Der (wirklich) allerletzte Streich der Olsenbande als Benny Frandsen
- 1998: Hugo Weaving in Schweinchen Babe in der großen Stadt als Rex
- 1998: Dennis Franz in Stadt der Engel als Nathaniel Messenger
- 1999: Paul Guilfoyle in Jenseits der Träume als Detective Jack Kay
- 2000: Dennis Farina in Lethal Mistake – Bis zum letzten Atemzug als Dick Muller
- 2000: Pat Laffan in The Closer You Get als Giovanni
- 2000: Vlasta Vrana in Die Handschrift des Killers als Sheriff Norris
- 2000: David Brisbin in Erin Brockovich als Dr. Jaffe
- 2001: Steve Eastin in Dirty Money als Detective Marks
- 2001: Michael Jeter in Jurassic Park III als Udesky
- 2004: Urbain Cancelier in Intime Fremde als Chatel
- 2004: Jerry Stiller in Der König der Löwen 3 – Hakuna Matata als Onkel Max
- 2005: Richard Roundtree in Painkiller Jane als Col. Watts
- 2005: John Goodman in Ballroom Dancing & Charm School als Steve Mills
- 2005: Graham Beckel in Brokeback Mountain als L.D. Newsome
- 2006: Beau Bridges in I-See-You.Com als Harvey Bellinger
- 2007: Len Cariou in Zimmer 1408 als Mikes Vater
- 2008: Philippe Nahon in Eldorado als Jean
- 2009: Patrick Chesnais in Affären à la carte als Erwann
- 2009: Tim Curry in Alice im Wunderland als Dodo
- 2010: Reginald VelJohnson in Du schon wieder als Mason Dunlevy
- 2011: Jack McGee in Happy New Year als Grandpa Jed
- 2013: Rob Reiner in The Wolf of Wall Street als Max Belfort
- 2014: Frank Schorpion in Zauber einer Weihnachtsnacht als Harold Spencer
- 2014: Peter Van Wagner in Annie als Harold Gray
- 2014: Antoni Corone in Need for Speed als Detective #2
- 2014: Ned Beatty in Liebe im Gepäck als Mr. Donaldson
- 2016: Ed O’Neill in Findet Dorie als Hank
- 2019: Éric Godon in Anna als Vassiliev
- 2019: Hector Elizondo in Hilfe, ich habe eine Familie! als Javier Del Campo
- 2020: Steven Williams in Birds of Prey: The Emancipation of Harley Quinn als Captain Patrick Erickson
- 2020: Glynn Turman in Ma Rainey’s Black Bottom als Toledo

### Serien
- 1994: Paul Winfield in Scarlett als Big Sam
- 1995: John Benfield in Heißer Verdacht als Chief Supt. Mike Kernan
- 1997–2005: Harrison Page in JAG – Im Auftrag der Ehre als Richter Stiles Morris, USN
- 2000–2007: Michael Winters in Gilmore Girls als Taylor Doose
- 2002–2007: George Takei in Kim Possible als Sensei
- 2002–2010: Stephen Root in King of the Hill als Bill Dauterive
- 2006: Daniel Roebuck in Ghost Whisperer – Stimmen aus dem Jenseits als Adam Emerson
- 2008: Charles S. Dutton in Nemesis – Der Angriff als J.T. Baylock
- 2010: Richard Cordery in Inspector Barnaby als Morris Bingham
- 2011–2014: Michael Gaston in The Mentalist als Gale Bertram
- 2012–2013: David Hayman in The Paradise als Jonas
- seit 2016: Terence Beesley in Victoria als Buxton
- 2017–2019: Naoki Tatsuta in Dragon Ball Super als Erzähler
- 2022: The Rookie: Feds als Christopher „Cutty“ Clark
- 2023: Stephen Stanton in Star Wars: The Bad Batch als Mas Amedda

### Videospiele (Auswahl)
- 2014: Wolfenstein: The New Order
- 2016: Doom
- 2023: Final Fantasy XVI

## Theater (Auswahl)
- 1985: Wladimir Tendrjakow: Sechzig Kerzen (Kropotow) – Regie: Barbara Abend (Theater im Palast Berlin)
- 1988: Michael Frayn: Der nackte Wahnsinn (Hausherr) – Regie: Carl-Hermann Risse (Theater im Palast Berlin)
- 1989: Wolfgang Amadeus Mozart: Der Schauspieldirektor (Buff) – Regie: Renate Heitzmann (Staatsoper Berlin – Apollosaal)
- 1991: Peter Turrini: Der Minderleister (Ursus) – Regie: Carl-Hermann Risse (Deutsches Theater Berlin)
- 1995: H.v. Kleist: Käthchen v. Heilbronn (Theobald Friedborn) übernommen von Kurt Böwe (Deutsches Theater Berlin)

## Hörspiele (Auswahl)
- 1984: Wilhelm Hampel: Die Karriere (Erich Sommer) – Regie: Joachim Gürtner (Kurzhörspiel aus der Reihe Waldstraße 7 – Rundfunk der DDR)
- 1984: Erwin Ziemer: Vatersorgen (Erich Sommer) – Regie: Joachim Gürtner (Kurzhörspiel aus der Reihe Waldstraße 7 – Rundfunk der DDR)
- 1986: Ulrich Waldner: Eine Wohnung unterderhand (Erich Sommer) – Regie: Detlef Kurzweg (Kurzhörspiel aus der Reihe: Waldstraße Nummer 7 – Rundfunk der DDR)
- 1987: Bodo Schulenburg: Das Kälbchen und die Schwalbe (Ritter) – Regie: Manfred Täubert (Kinderhörspiel – Rundfunk der DDR)
- 1987: Albert Wendt: Prinzessin Zartfuß und die sieben Elefanten (Stimme III) – Regie: Cox Habbema (Kinderhörspiel – Litera)
- 1987: Andreas Scheinert: Des Teufels Triller (Teufel und Arme Sünder) – Regie: Andreas Scheinert (Hörspiel – Litera)
- 1988: Veit Stiller: Feuerwehrvergügen (Erich Sommer) – Regie: Detlef Kurzweg (Kurzhörspiel aus der Reihe: Waldstraße Nummer 7 – Rundfunk der DDR)
- 1990: Jan Eik: Der letzte Anruf (Major Kühn) – Regie: Barbara Plensat (Hörspiel – Funkhaus Berlin)
- 1994: Peter Mohr: Zur letzten Instanz (Theo, Wirt) – Regie: Holger Rink (Hörspiel – ORB)
- 1999: Folge 88 Benjamin Blümchen als Cowboy (als Mike Donald)
- 2008: Dark Lord (nach dem Roman Dunkler Lord: Der Aufstieg des Darth Vader von James Luceno) als Mas Amedda – Buch und Regie: Oliver Döring
- 2008: ab Folge 89 Bibi Blocksberg (als Bürgermeister)
- 2008: ab Folge 109 Benjamin Blümchen (als Bürgermeister)
- 2009: Jörg-Michael Koerbl: Kosemund – Regie: Wolfgang Rindfleisch (Hörspiel – DKultur)
- 2009: Matthias Wittekindt: Die Frau im Netz – Regie: Wolfgang Rindfleisch (Kriminalhörspiel – DLR)

## Hörbücher (Auswahl)
- 2007: Neil Gaiman: Sternwanderer (Audible exklusiv)
- 2018: Winnie Puuh: Die schönsten Freundschafts-Geschichten, der Hörverlag, ISBN 978-3-8445-2967-8